# Dantchiao
Dantchiao ou Dan Tchao est une localité et une commune rurale du Niger, département de Magaria, région de Zinder.

## Géographie
La localité de Dantchiao est située à 29 km au sud-est du chef-lieu départemental Magaria. 
| Bandé   | Dungass   |           |
| Magaria | Dan Tchao | Dogo-Dogo |
|         | Nigeria   |           |

## Histoire
La commune rurale de Dantchiao instaurée en 2002, est issue du canton de Dan Tchao fondé en 1908. 

## Population
Lors du recensement général de 2012, la population communale est relevée à 71 018 habitants, dont 3 529 habitants pour la localité principale.

## Localités
La commune s'étend sur 57 villages et 75 hameaux au sud-est du département de Magaria.

## Services et infrastructures
- Centre de Santé Intégré (CSI) à Dantchiao[5].
- Collège d'enseignement général (CEG) à Dantchiao.
- Centre de formation des métiers (CFM) à Dantchiao.